# El Pino, Dajabón
El Pino är en kommun i Dominikanska republiken. Den ligger i provinsen Dajabón, i den nordvästra delen av landet, 190 km nordväst om huvudstaden Santo Domingo. Antalet invånare i kommunen är cirka 6 000.
Terrängen runt El Pino är platt åt nordost, men åt sydväst är den kuperad. Runt El Pino är det ganska glesbefolkat, med 50 invånare per kvadratkilometer. Närmaste större samhälle är Loma de Cabrera, 13,0 km väster om El Pino. Omgivningarna runt El Pino är en mosaik av jordbruksmark och naturlig växtlighet.